# Primera División de Chile 1968
Primera División de Chile 1968 var den chilenska högstaligan i fotboll för herrar för säsongen 1968, som slutade med att Santiago Wanderers vann för andra gången.
Ligan införde ett nytt system för säsongen. De arton lagen delades upp i två grupper - Metropolitano och Provincial - med 8 respektive 10 lag i varje grupp. Där gick de fem främsta lagen till Torneo Nacional, där vinnaren till slut blev mästare. De lagen som inte gick vidare till den serien fick spela Torneo Promocional där det sämsta laget flyttades ner.

## Kvalificering för internationella turneringar
- Copa Libertadores 1969
  - Vinnaren av Primera División: Santiago Wanderers
  - Tvåan i Primera División: Universidad Católica

## Första rundan

### Torneo Metropolitano
| Plac. | Lag                  | S  | V | O | F | GM | IM | MSK | Poäng |
| ----- | -------------------- | -- | - | - | - | -- | -- | --- | ----- |
| 1     | Universidad de Chile | 14 | 9 | 1 | 4 | 34 | 18 | 16  | 19    |
| 2     | Audax Italiano       | 14 | 5 | 7 | 2 | 26 | 23 | 3   | 17    |
| 3     | Universidad Católica | 14 | 5 | 4 | 5 | 17 | 16 | 1   | 14    |
| 4     | Santiago Morning     | 14 | 5 | 4 | 5 | 28 | 38 | -10 | 14    |
| 5     | Colo-Colo            | 14 | 4 | 5 | 5 | 30 | 25 | 5   | 13    |
| 6     | Unión Española       | 14 | 5 | 3 | 6 | 25 | 24 | 1   | 13    |
| 7     | Palestino            | 14 | 4 | 5 | 5 | 23 | 23 | 0   | 13    |
| 8     | Magallanes           | 14 | 2 | 5 | 7 | 18 | 34 | -16 | 9     |

Eftersom lag på plats 5 till 7 hamnade på samma poäng spelades en serie mellan de tre lagen för att avgöra vilket lag som skulle gå vidare till Torneo Promocional och vilka två som skulle få spela Torneo Promocional.

#### Spel om 5:e plats
| Plac. | Lag            | S | V | O | F | GM | IM | MSK | Poäng |
| ----- | -------------- | - | - | - | - | -- | -- | --- | ----- |
| 1     | Palestino      | 2 | 1 | 1 | 0 | 3  | 1  | 2   | 3     |
| 2     | Colo-Colo      | 2 | 1 | 0 | 1 | 4  | 3  | 1   | 2     |
| 3     | Unión Española | 2 | 0 | 1 | 1 | 0  | 3  | -3  | 1     |

Palestino vidare till Torneo Nacional, Colo-Colo och Unión Española till Torneo Promocional.

### Torneo Provincial
| Plac. | Lag                 | S  | V | O  | F  | GM | IM | MSK | Poäng |
| ----- | ------------------- | -- | - | -- | -- | -- | -- | --- | ----- |
| 1     | Deportes Concepción | 18 | 8 | 7  | 3  | 23 | 12 | 11  | 23    |
| 2     | Green Cross-Temuco  | 18 | 9 | 4  | 5  | 21 | 18 | 3   | 22    |
| 3     | Santiago Wanderers  | 18 | 7 | 7  | 4  | 23 | 15 | 8   | 21    |
| 4     | Huachipato          | 18 | 6 | 8  | 4  | 28 | 14 | 14  | 20    |
| 5     | Rangers             | 18 | 3 | 11 | 4  | 14 | 16 | -2  | 17    |
| 6     | Deportes La Serena  | 18 | 6 | 5  | 7  | 14 | 17 | -3  | 17    |
| 7     | Unión La Calera     | 18 | 6 | 5  | 7  | 18 | 25 | -7  | 17    |
| 8     | Everton             | 18 | 6 | 5  | 7  | 24 | 32 | -8  | 17    |
| 9     | Unión San Felipe    | 18 | 5 | 5  | 8  | 24 | 32 | -8  | 15    |
| 10    | O'Higgins           | 18 | 4 | 3  | 11 | 22 | 30 | -8  | 11    |

Eftersom lag på plats 5 till 8 hamnade på samma poäng spelades en serie mellan de tre lagen för att avgöra vilket lag som skulle gå vidare till Torneo Promocional och vilka två som skulle få spela Torneo Promocional.

### Spel om 5:e plats
| Plac. | Lag                | S | V | O | F | GM | IM | MSK | Poäng |
| ----- | ------------------ | - | - | - | - | -- | -- | --- | ----- |
| 1     | Everton            | 3 | 2 | 0 | 1 | 8  | 3  | 5   | 4     |
| 2     | Deportes La Serena | 3 | 2 | 0 | 1 | 5  | 3  | 2   | 4     |
| 3     | Rangers            | 3 | 2 | 0 | 1 | 4  | 5  | -1  | 4     |
| 4     | Unión La Calera    | 3 | 0 | 0 | 3 | 2  | 8  | -6  | 0     |

Everton till Torneo Nacional och La Serena, Rangers och La Calera till Torneo Promocional.

## Andra rundan

### Torneo Promocional
| Plac. | Lag                | S  | V | O | F | GM | IM | MSK | Poäng |
| ----- | ------------------ | -- | - | - | - | -- | -- | --- | ----- |
| 1     | Colo-Colo          | 14 | 9 | 5 | 0 | 37 | 17 | 20  | 23    |
| 2     | Unión Española     | 14 | 8 | 2 | 4 | 32 | 25 | 7   | 18    |
| 3     | Magallanes         | 14 | 5 | 6 | 3 | 29 | 24 | 5   | 16    |
| 4     | Rangers            | 14 | 5 | 5 | 4 | 16 | 22 | -6  | 15    |
| 5     | Unión La Calera    | 14 | 4 | 4 | 6 | 27 | 22 | 5   | 12    |
| 6     | Deportes La Serena | 14 | 3 | 5 | 6 | 14 | 21 | -7  | 11    |
| 7     | O'Higgins          | 14 | 3 | 3 | 8 | 19 | 35 | -16 | 9     |
| 8     | Unión San Felipe   | 14 | 2 | 4 | 8 | 18 | 26 | -8  | 8     |

Lag 1-4 till Serie A, lag 5-8 till Serie B.

#### Serie A
| Plac. | Lag            | S | V | O | F | GM | IM | MSK | Poäng |
| ----- | -------------- | - | - | - | - | -- | -- | --- | ----- |
| 1     | Colo-Colo      | 6 | 5 | 0 | 1 | 24 | 11 | 13  | 10    |
| 2     | Unión Española | 6 | 4 | 1 | 1 | 17 | 10 | 7   | 9     |
| 3     | Rangers        | 6 | 1 | 1 | 4 | 10 | 15 | -5  | 3     |
| 4     | Magallanes     | 6 | 1 | 0 | 5 | 7  | 22 | -15 | 2     |

#### Serie B
| Plac. | Lag                | S | V | O | F | GM | IM | MSK | Poäng |
| ----- | ------------------ | - | - | - | - | -- | -- | --- | ----- |
| 1     | Deportes La Serena | 6 | 4 | 0 | 2 | 13 | 9  | 4   | 8     |
| 2     | O'Higgins          | 6 | 4 | 0 | 2 | 10 | 8  | 2   | 8     |
| 3     | Unión La Calera    | 6 | 2 | 1 | 3 | 13 | 12 | 1   | 5     |
| 4     | Unión San Felipe   | 6 | 1 | 1 | 4 | 7  | 14 | -7  | 3     |

Unión San Felipe flyttades ner inför säsongen 1969.

### Torneo Nacional
| Plac. | Lag                  | S  | V  | O | F  | GM | IM | MSK | Poäng |
| ----- | -------------------- | -- | -- | - | -- | -- | -- | --- | ----- |
| 1     | Santiago Wanderers   | 18 | 11 | 3 | 4  | 37 | 20 | 17  | 25    |
| 2     | Universidad Católica | 18 | 10 | 4 | 4  | 42 | 25 | 17  | 24    |
| 3     | Universidad de Chile | 18 | 9  | 6 | 3  | 31 | 17 | 14  | 24    |
| 4     | Palestino            | 18 | 7  | 6 | 5  | 37 | 34 | 3   | 20    |
| 5     | Huachipato           | 18 | 7  | 3 | 8  | 18 | 20 | -2  | 17    |
| 6     | Audax Italiano       | 18 | 5  | 5 | 8  | 20 | 26 | -6  | 15    |
| 7     | Green Cross-Temuco   | 18 | 5  | 5 | 8  | 29 | 36 | -7  | 15    |
| 8     | Deportes Concepción  | 18 | 4  | 6 | 8  | 21 | 28 | -7  | 14    |
| 9     | Santiago Morning     | 18 | 5  | 4 | 9  | 32 | 46 | -14 | 14    |
| 10    | Everton              | 18 | 4  | 4 | 10 | 20 | 35 | -15 | 12    |

| Primera División Vinnare av Primera División 1968 |
| ------------------------------------------------- |
| Chile                                             |
| Santiago Wanderers 2:a titeln                     |

#### Match om 2:a plats
Eftersom lag 2 och 3 hamnade på samma poäng, och eftersom en andraplats gav en plats i Copa Libertadores, så spelades det ett dubbelmöte för att avgöra vilket lag som skulle få komma tvåa i serien. Dubbelmötet slutade 2-2 totalt och därför bestämdes det att Universidad Católica skulle få platsen på grund av bättre målskillnad i serien.
|  | 9 januari 1969 | Universidad Católica | 1–0 | Universidad de Chile | Estadio Nacional, Santiago |  |
|  |                |                      |     |                      |                            |  |
|  |                |                      |     |                      |                            |  |
|  |                |                      |     |                      |                            |  |

|  | 11 januari 1969 | Universidad de Chile | 2–1 | Universidad Católica | Estadio Nacional, Santiago |  |
|  |                 |                      |     |                      |                            |  |
|  |                 |                      |     |                      |                            |  |
|  |                 |                      |     |                      |                            |  |